# Colostethus inguinalis
Colostethus inguinalis е вид жаба от семейство Дърволази (Dendrobatidae). Видът не е застрашен от изчезване.

## Разпространение
Разпространен е в Колумбия.

## Описание
Популацията на вида е намаляваща.